# إيما كارني
إيما كارني (بالإنجليزية: Emma Carney)‏ هي تريثلت أسترالية، ولدت في 29 يوليو 1971 في المملكة المتحدة.

## وصلات خارجية
- إيما كارني على موقع الاتحاد الدولي لألعاب القوى (الإنجليزية)
- إيما كارني على موقع النتائج التاريخية لألعاب القوى الأسترالية (الإنجليزية)
- إيما كارني على موقع اتحاد الترياتلون الدولي (الإنجليزية)
- إيما كارني على موقع IAT Triathlon Database (الإنجليزية)
- إيما كارني على موقع قاعة أستراليا للمشاهير الرياضية (الإنجليزية)